# 栗又文
栗又文（1901年—1984年），原名栗德斌，曾用名栗右文、李郁文，辽宁省辽阳县栗开堡村人，中华人民共和国政治人物。

## 生平
1926年毕业于北京大学，毕业后供职于哈尔滨电业公司、安东商科高级中学等。后组织学生运动，担任北平市立高级商科中学校长。1935年10月，任张学良的上校机要秘书并去西安参与东北军与西北军联合抗日的工作。1936年4月加入中国共产党，任中共东北军工作委员会委员。
1937年4月，任北平东北特别支部成员。1937年8月在马占山的绥远东北挺进军总部任秘书主任，和邹大鹏成立中共东北挺进军党支部，栗任支部书记，发展中共党员几十人。后与白乙化联系，创办东总西北分会，发展会员数百人，多方资助白乙化到北平西山打游击。1938年2月，栗进入大青山与日军转战月余，1938年10月去延安。
1939年1月，入延安马列学院学习。1940年4月，任八路军留守兵团政治部秘书长、陕甘宁晋绥联防军政治部联络处长、秘书主任。1943年2月任党支部副书记。1945年10月，到沈阳分配到四平接收辽北省政府，任辽北省副主席兼省委委员。。1945年12月30日，随辽北省政府机关撤到八面城。1946年5月，四平保卫战失利后，任吉林省副主席兼政府党组书记。1946年9月任东北行政委员兼东北行政委员会秘书长。1947年春节后负责机关建设工作，组建了东北行政委员会民政、司法、交通、农业等几个委员会，然后成立各部、局等机构。
1950年，成立东北修建委员会，任修建委员会主任，修建飞机场30余处。1952年，任中共吉林省委书记处书记、省长。1966年初，下乡遇车祸头部受伤。1968年3月，康生指定将栗又文逮捕。1975年下半年获释。
1979年9月至1980年4月，任吉林省政协主席。1980年4月4日至1983年2月，任吉林省人民代表大会常务委员会主任。1983年3月，主动辞去省人大常委会主任职务。
中国共产党第八次全国代表大会代表，第一、二、三、五届全国人大代表，第五届全国政协常委、中共中央顾问委员会委员。